# Liste der Baudenkmäler in Geiersthal

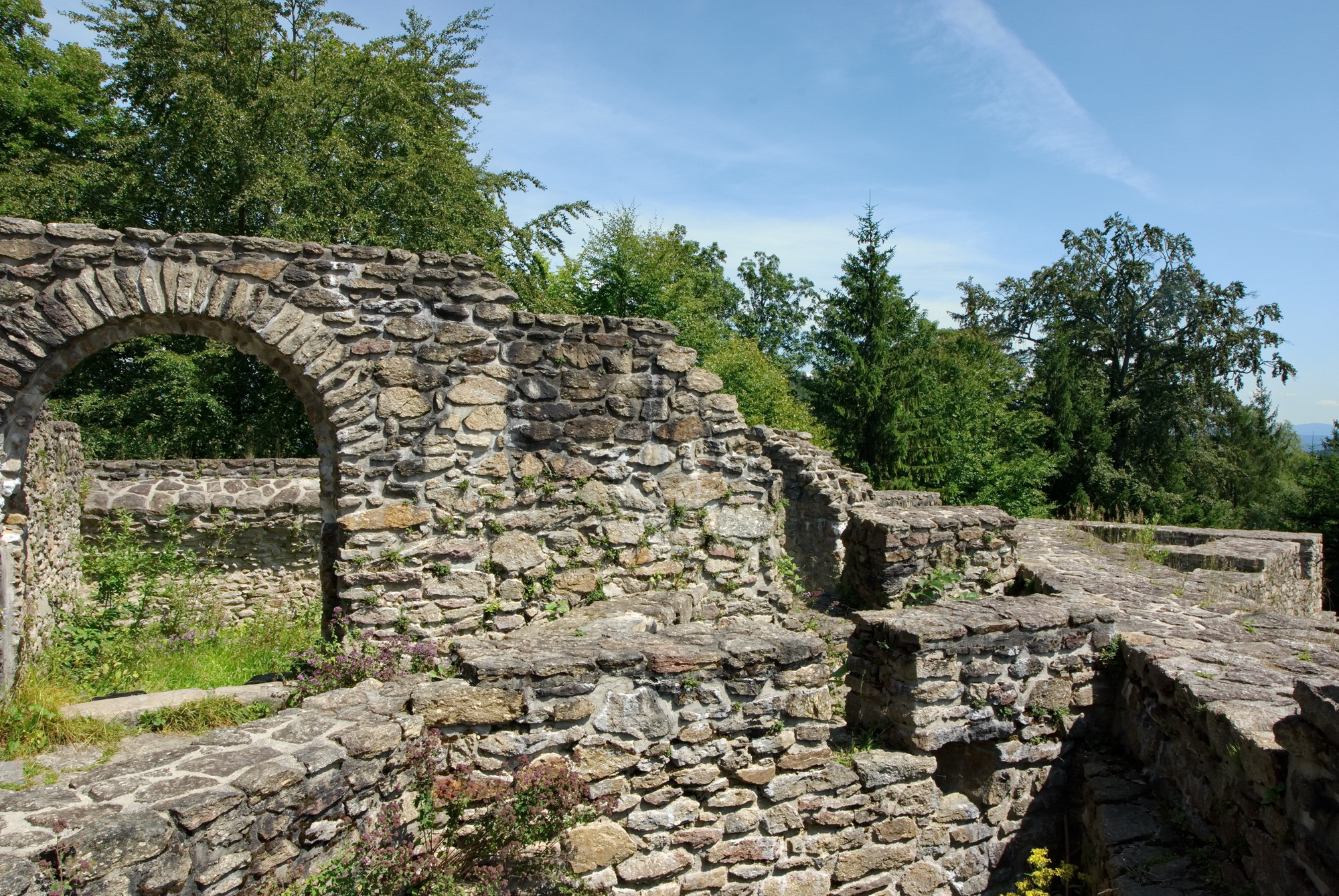
Burgruine Altnußberg

Auf dieser Seite sind die Baudenkmäler in der niederbayerischen Gemeinde Geiersthal zusammengestellt. Diese Tabelle ist eine Teilliste der Liste der Baudenkmäler in Bayern. Grundlage ist die Bayerische Denkmalliste, die auf Basis des Bayerischen Denkmalschutzgesetzes vom 1. Oktober 1973 erstmals erstellt wurde und seither durch das Bayerische Landesamt für Denkmalpflege geführt wird. Die folgenden Angaben ersetzen nicht die rechtsverbindliche Auskunft der Denkmalschutzbehörde.

## Baudenkmäler nach Ortsteilen

### Geiersthal
| Lage                       | Objekt                                            | Beschreibung | Akten-Nr.    | Bild                                              |
| -------------------------- | ------------------------------------------------- | --- | ------------ | ------------------------------------------------- |
| Kirchenstraße 1 (Standort) | Chor der katholischen Filialkirche St. Margaretha | Satteldachbau, dreiseitig geschlossen, 15. Jahrhundert, um 1750 barockisiert; mit Ausstattung (Kirchturm von 1951, Langhaus und Sakristei von 1975). | D-2-76-122-1 | Chor der katholischen Filialkirche St. Margaretha |

### Altnußberg
| Lage                              | Objekt                               | Beschreibung | Akten-Nr.     | Bild           |
| --------------------------------- | ------------------------------------ | --- | ------------- | -------------- |
| Auf dem Schloßberg 2 (Standort)   | Burgruine Altnußberg                 | Mauerreste, Bruchstein, letztes Viertel 12. Jahrhundert, aufgehendes Mauerwerk in den 1980er Jahren rekonstruiert.                                                            | D-2-76-122-10 | weitere Bilder |
| Dorfstraße 15 (Standort)          | Wohnhaus                             | Zweigeschossiger Flachsatteldachbau, Obergeschoss Blockbau, Fenster im Blockbau mit flachen Ädikula-Rahmungen, zweite Hälfte 19. Jahrhundert, Dach modern.                    | D-2-76-122-9  | BW             |
| Felburgweg 3 (Standort)           | Bauernhaus                           | Zweigeschossiger Flachsatteldachbau mit Kniestock, Blockbau mit verschaltem Giebelschrot, nach Westen Stall, wohl 18. Jahrhundert.                                            | D-2-76-122-7  | BW             |
| Geiersthaler Straße 6 (Standort)  | Traidkasten                          | Geständerter Blockbau, bezeichnet mit „1839“. | D-2-76-122-3  | BW             |
| Geiersthaler Straße 16 (Standort) | Katholische Filialkirche St. Ägidius | Saalkirche mit Steildach, dreiseitig geschlossen, Dachreiter mit Zwiebelhaube, im Kern frühgotisch, Anfang 14. Jahrhundert, im 18. Jahrhundert barockisiert; mit Ausstattung. | D-2-76-122-8  | BW             |
| Geiersthaler Straße 18 (Standort) | Traidkasten                          | Zweigeschossiger Satteldachbau mit Traufschrot, geständerter Blockbau, später untermauert, 19. Jahrhundert.                                                                   | D-2-76-122-5  | BW             |
| Hoffelder (Standort)              | Wegkapelle                           | Satteldachbau mit wenig eingezogenem, halbrund geschlossenem Chor und Dachreiter, 1930er Jahre; mit Ausstattung aus dem Vorgängerbau.                                         | D-2-76-122-11 | Wegkapelle     |

### Auhof
| Lage               | Objekt      | Beschreibung | Akten-Nr.     | Bild |
| ------------------ | ----------- | --- | ------------- | ---- |
| Auhof 1 (Standort) | Traidkasten | Langgestreckter zweigeschossiger Flachsatteldachbau, mit Traufseitschrot, geständerter Blockbau, 19. Jahrhundert. | D-2-76-122-12 | BW   |

### Felburg
| Lage                                     | Objekt          | Beschreibung | Akten-Nr.     | Bild |
| ---------------------------------------- | --------------- | --- | ------------- | ---- |
| Kühberg; Schwarzholz; Stenzen (Standort) | Steinzenkapelle | Steildachbau, dreiseitig geschlossen, Dachreiter mit Spitzhelm, neugotisch, bezeichnet mit „1876“; mit Ausstattung; auf dem Küh-Berg; Kreuzweg mit vierzehn Stationen, schlanke Granitstelen, Laternen mit Bildnischen, Granit, gleichzeitig. | D-2-76-122-13 | BW   |

### Frankenried
| Lage                   | Objekt      | Beschreibung | Akten-Nr.     | Bild |
| ---------------------- | ----------- | --- | ------------- | ---- |
| Am Pfahl 16 (Standort) | Traidkasten | Geständerter Blockbau mit verschaltem Giebelschrot und flach geneigtem Satteldach, zweite Hälfte 18. Jahrhundert. | D-2-76-122-17 | BW   |

### Gumpenried
| Lage                                                                              | Objekt                          | Beschreibung | Akten-Nr.     | Bild |
| --------------------------------------------------------------------------------- | ------------------------------- | --- | ------------- | ---- |
| Gumpenried 4 (Standort)                                                           | Waldlerhaus                     | Eingeschossiger Flachsatteldachbau mit Kniestock, Blockbau mit Giebelschrot, zum Teil massiv, 18./19. Jahrhundert. | D-2-76-122-19 | BW   |
| Nähe Bahnhof Gumpenried-Asbach, an der Brücke über den Schwarzen Regen (Standort) | Steinfigur Johannes von Nepomuk | Wohl 19. Jahrhundert.                                                                                              | D-2-76-122-20 | BW   |

### Hartmannsgrub
| Lage                       | Objekt                            | Beschreibung | Akten-Nr.     | Bild |
| -------------------------- | --------------------------------- | --- | ------------- | ---- |
| Hartmannsgrub 8 (Standort) | Wohnstallhaus eines Vierseithofes | Stattlicher zweigeschossiger Flachsatteldachbau mit Rundbalusterschrot an Giebel- und Traufseite, erstes Drittel 19. Jahrhundert, Portal bezeichnet mit „1923“. | D-2-76-122-22 | BW   |

### Höfing
| Lage                   | Objekt        | Beschreibung | Akten-Nr.     | Bild |
| ---------------------- | ------------- | --- | ------------- | ---- |
| Zur Mühle 5 (Standort) | Wohnstallhaus | Zweigeschossiger Satteldachbau, östlicher Teil Blockbau, nach Westen massiv, Anfang 19. Jahrhundert, Dach später aufgesteilt. | D-2-76-122-23 | BW   |

### Kammersdorf
| Lage                           | Objekt   | Beschreibung | Akten-Nr.     | Bild |
| ------------------------------ | -------- | --- | ------------- | ---- |
| Teisnacher Straße 9 (Standort) | Wohnhaus | Eingeschossiger, holzverkleideter Satteldachbau, mit Eckerker, Giebellaube und umlaufender verglaster Veranda, in Hanglage über hohem Kellergeschoss aus Bruchsteinmauerwerk, Heimatstil, um 1930; dazugehörige Scheune, Satteldachbau, Ständerkonstruktion, gleichzeitig. | D-2-76-122-36 | BW   |

### Linden
| Lage                                           | Objekt                                | Beschreibung | Akten-Nr.     | Bild           |
| ---------------------------------------------- | ------------------------------------- | --- | ------------- | -------------- |
| Degenberger Straße 1 (Standort)                | Burgruine                             | Rest eines quadratischen Turms der ehemaligen Burg Linden, Bruchstein, 12. Jahrhundert. | D-2-76-122-24 | weitere Bilder |
| Schloßanger 1; Degenberger Straße 1 (Standort) | Schlossbauer, umfangreiche Gutsanlage | Wohnhaus, zweigeschossiger Flachsatteldachbau mit Dachreiter, 19. Jahrhundert, im Kern 1615; innen Hauskapelle; Stall, zweigeschossiger Flachsatteldachbau, mit Giebel- und Traufseitlaube, Ziegelmauerwerk, 1886; Getreidespeicher, dreigeschossiger Flachsatteldachbau, Bruchstein, verputzt, 1613/14 (dendrochronologisch datiert, Zwischendecke); Brunnen, Einfassung Bruchstein, wohl 17./18. Jahrhundert, Aufmauerung neu. | D-2-76-122-25 | BW             |

### Oberleiten
| Lage                     | Objekt          | Beschreibung | Akten-Nr.     | Bild |
| ------------------------ | --------------- | --- | ------------- | ---- |
| Oberleiten 10 (Standort) | Kleinbauernhaus | Zweigeschossiger Flachsatteldachbau, Obergeschoss Blockbau, mit teilverschaltem Giebelschrot, nach Norden Stall, 18./19. Jahrhundert; Gedenkkreuz, Gusseisenkruzifix auf Granitstele, bezeichnet mit „1906“. | D-2-76-122-29 | BW   |

## Abgegangene Baudenkmäler
In diesem Abschnitt sind Objekte aufgeführt, die früher einmal in der Denkmalliste eingetragen waren, jetzt aber nicht mehr existieren, z. B. weil sie abgebrochen wurden. Aktennummern in diesem Abschnitt sind ehemalige, jetzt nicht mehr gültige Aktennummern.

| Lage                                 | Objekt      | Beschreibung                                                             | Akten-Nr.     | Bild |
| ------------------------------------ | ----------- | ------------------------------------------------------------------------ | ------------- | ---- |
| Seigersdorf Seigersdorf 4 (Standort) | Traidkasten | Geständerter Blockbau mit verschaltem Giebelschrot, 18./19. Jahrhundert. | D-2-76-122-33 | BW   |